# Neuhaeusel

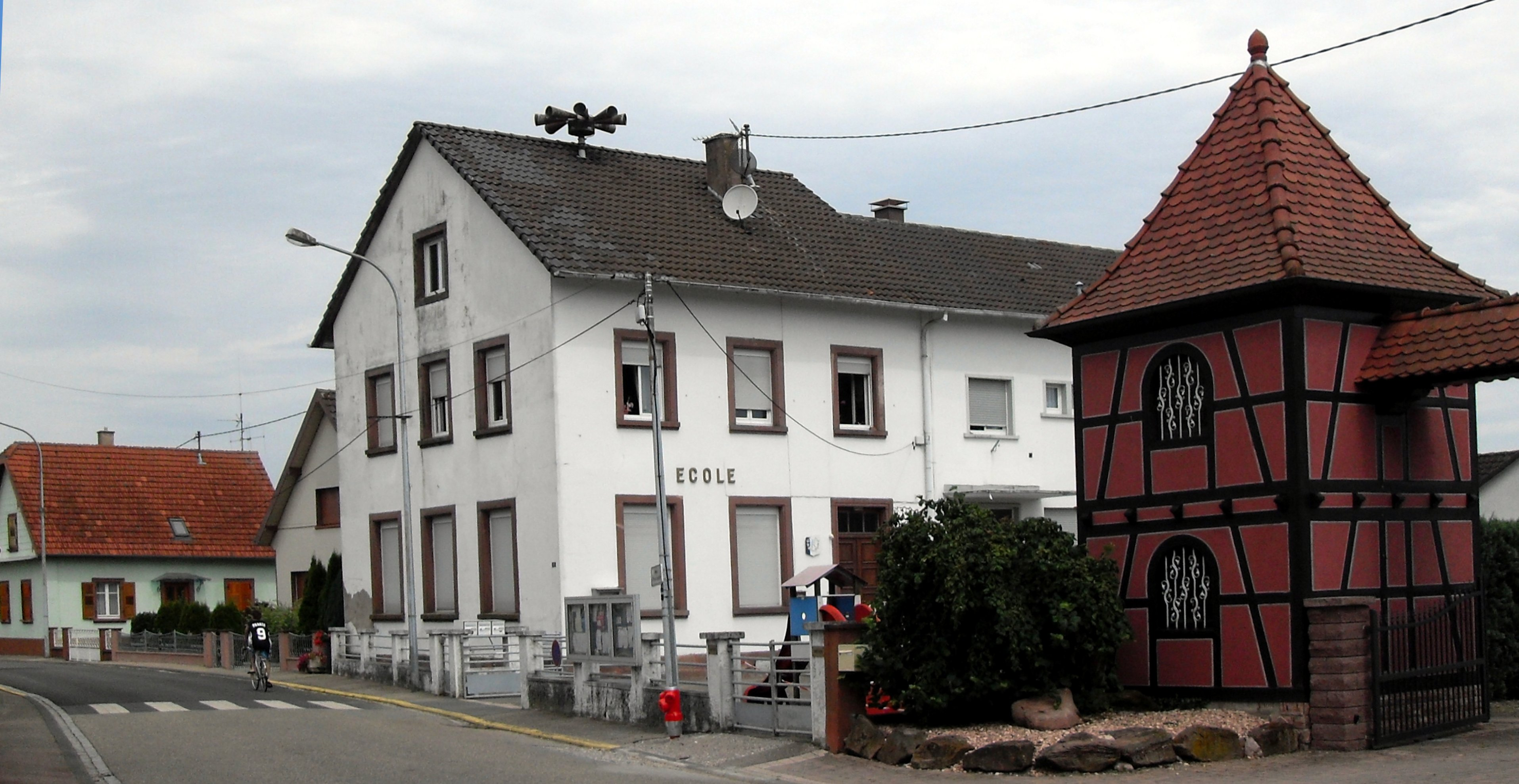
Gemeentehuis en school

Neuhaeusel (Duits:Neuhäusel im Elsass) is een gemeente in het Franse departement Bas-Rhin (regio Grand Est) en telt 326 inwoners (2004). De plaats maakt deel uit van het arrondissement Haguenau-Wissembourg. Het dorpje ligt nabij de Rijn, die er de grens met Duitsland vormt.

## Geografie
De oppervlakte van Neuhaeusel bedraagt 3,1 km², de bevolkingsdichtheid is 105,2 inwoners per km².
De onderstaande kaart toont de ligging van Neuhaeusel met de belangrijkste infrastructuur en aangrenzende gemeenten.

## Demografie
Onderstaande figuur toont het verloop van het inwonertal (bron: INSEE-tellingen).